# Claus Carstensen
Claus Carstensen (født 19. juni 1957 i Sønderborg) er en dansk maler og billedkunstner og tidligere professor ved Det Kongelige Danske Kunstakademi 1993-2002.
Carstensen var en del af de såkaldt unge vilde, som gjorde sig bemærket i begyndelsen af 1980'erne ved at genoptage maleriet efter konceptkunsten. Han har udstillet i ind- og udland og har kurateret flere udstillinger, deriblandt The Map is Not the Territory på Esbjerg Kunstmuseum i 2008.
2004 modtog han Eckersberg Medaillen og i 2013 et legat fra Ole Haslunds Kunstnerfond.

## Ekstern henvisning
- Claus Carstensen på Kunstindeks Danmark/Weilbachs Kunstnerleksikon